# Frederick Merriman (kötélhúzó)
Frederick Harris Merriman (Egyesült Királyság, Gloucestershire, Chipping Campden 1873. május 18. - Egyesült Királyság, Gloucestershire, Gloucester, 1940. június 27.) olimpiai bajnok brit kötélhúzó.
Az 1908. évi nyári olimpiai játékokon indult kötélhúzásban brit színekben. A londoni városi rendőrség csapatában szerepelt. Rajtuk kívül még kettő brit rendőrségi csapat és két ország indult (amerikaiak és svédek). A verseny egyenes kiesésben zajlott. A döntőben a liverpooli rendőrséget győzték le.